# Wołodymyr Syniawski
Wołodymyr Iwanowycz Syniawski (ukr. Володимир Іванович Синявський; ros. Владимир Иванович Синявский;  Władimir Siniawski; ur. 18 listopada 1932 we wsi Zińkiwśke, zm. 27 grudnia 2012 w Kijowie) – radziecki ukraiński zapaśnik walczący w stylu wolnym, ukraiński trener. Srebrny medalista olimpijski z Rzymu 1960, w kategorii do 67 kg.
Mistrz świata w 1959; drugi w 1961. Pierwszy w Pucharze Świata w 1958 roku.
Mistrz ZSRR w 1957, 1958, 1959 i 1961; drugi w 1960 roku. Zakończył karierę w 1966 roku. Trener i sędzia. Odznaczony medalem „Za pracowniczą dzielność” i orderem „Znak Honoru”. 